# Набережно-Лівобережна вулиця
На́бережно-Лівобере́жна ву́лиця — зникла вулиця, що існувала в Дніпровському районі міста Києва, місцевість Микільська слобідка. Пролягала від Броварського проспекту до кінця забудови. 
Прилучалися Русанівська та Каспійська вулиці.

## Історія
Вулиця виникла в середині XX століття під назвою Нова. Назву Набережно-Лівобережна вулиця отримала в 1978 році. 
Ліквідована в 1980-ті роки в зв'язку зі знесенням старої забудови Микільської слобідки та частковим переплануванням місцевості.